# Coupe Chunlan
La Coupe Chunlan est une compétition internationale de jeu de go.

## Organisation
La coupe Chunlan est un tournoi international de jeu de go, commandité par le groupe Chunlan en Chine. 24 joueurs sont choisis pour participer de la façon suivante :
- 9 joueurs de  Chine
- 6 joueurs du  Japon
- 5 joueurs de  Corée du Sud
- 2 joueurs de  Taïwan
- 1 joueur  d'Amérique
- 1 joueur  d'Europe

À la fin du premier tour, 16 joueurs sur les 24 sont sélectionnés, dont les 8 meilleurs participent au second tour, et les 8 suivants jouent un tournoi séparé. Le komi est de 5,5 points, et les joueurs disposent chacun de 3 heures de temps de réflexion. Le vainqueur remporte 1 000 000 Yuan (150 000 $).

## Vainqueurs
| Année | Vainqueur     | Finaliste       |
| ----- | ------------- | --------------- |
| 1999  | Cho Hunhyun   | Lee Chang-ho    |
| 2000  | O Rissei      | Ma Xiaochun     |
| 2001  | Yoo Changhyuk | O Rissei        |
| 2003  | Lee Chang-ho  | Hane Naoki      |
| 2005  | Lee Chang-ho  | Zhou Heyang     |
| 2007  | Gu Li         | Chang Hao       |
| 2009  | Chang Hao     | Lee Chang-ho    |
| 2011  | Lee Sedol     | Xie He          |
| 2013  | Chen Yaoye    | Lee Sedol       |
| 2015  | Gu Li         | Zhou Ruiyang    |
| 2017  | Tan Xiao      | Park Young-hoon |
| 2019  | Park Junghwan | Park Young-hoon |
| 2021  | Shin Jinseo   | Tang Weixing    |
| 2023  | Byun Sangil   | Li Xuanhao      |